# Cộng đồng Wikipedia

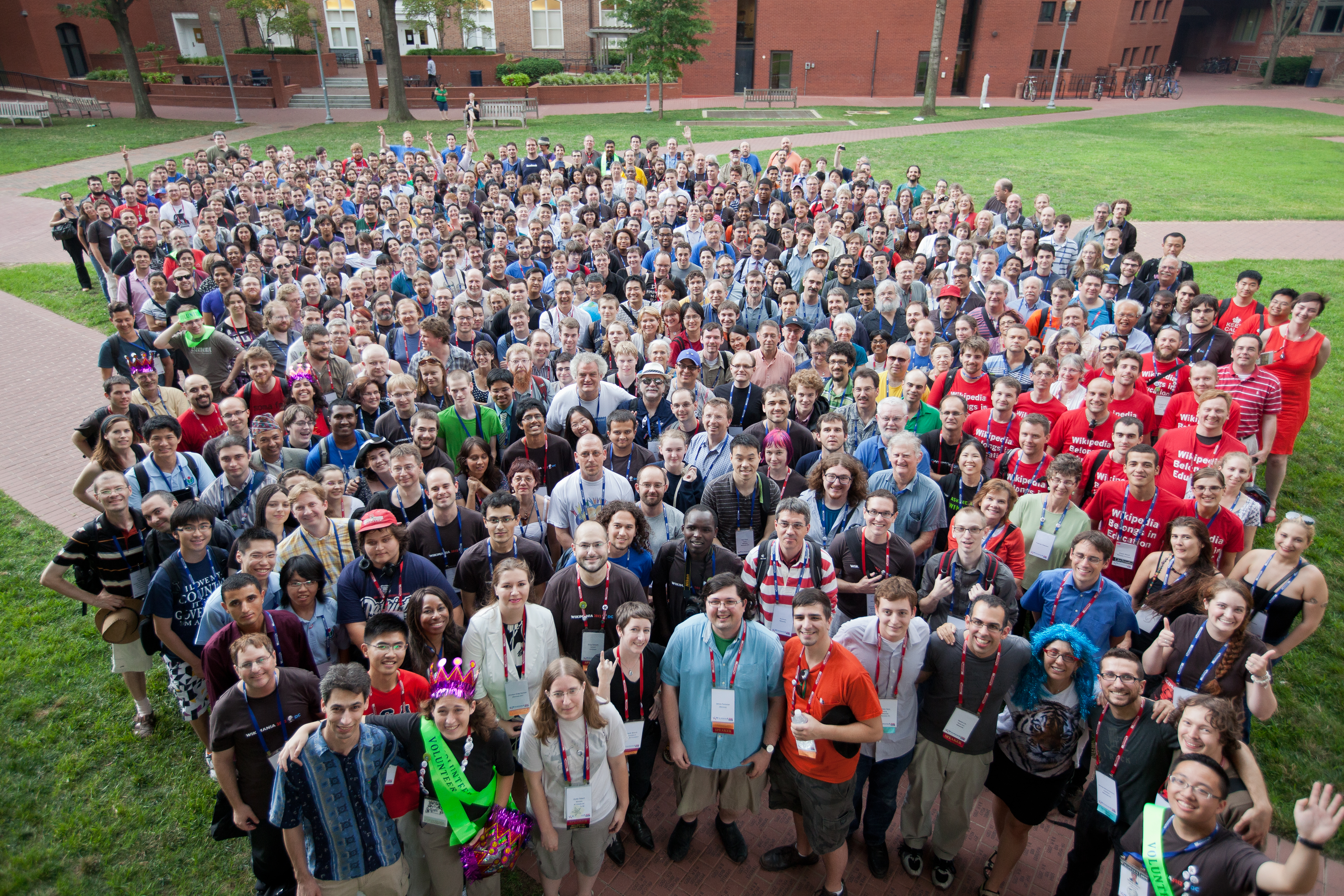
Ảnh chụp tập thể tại sự kiện Wikimania 2012 diễn ra tại Washington D.C., Hoa Kỳ.

Cộng đồng Wikipedia là cộng đồng những người góp phần xây dựng và bảo quản bách khoa toàn thư trực tuyến Wikipedia. Cộng đồng này được cấu thành từ đa số là tình nguyện viên; mỗi một người đóng góp được gọi là một "thành viên Wikipedia" (Wikipedian). Từ điển tiếng Anh Oxford đã ghi nhận mục từ "Wikipedian" vào tháng 8 năm 2012.

## Tổng quan
Cộng đồng Wikipedia được cấu thành từ hàng nghìn tình nguyện viên. Trên Wikipedia, mỗi bài viết và mỗi thành viên đều có một trang "Thảo luận" liên kết với bài viết, giúp các thành viên có thể thảo luận và hợp tác với nhau. Các thành viên cũng có thể tặng cho nhau những ngôi sao ảo để ghi nhận các đóng góp tích cực. Các đóng góp này bao gồm nhiều thể loại công việc khác nhau vượt xa công việc biên tập đơn thuần, chẳng hạn như công tác như hỗ trợ về mặt xã hội, công tác quản trị và các loại công việc mang tính kết nối.
Wikipedia không yêu cầu các biên tập viên cung cấp danh tính. Khi Wikipedia dần phát triển, nhiều người bắt đầu thắc mắc "Ai là tác giả của Wikipedia?". Jimmy Wales lập luận rằng phần lớn các đóng góp này đến từ "một cộng đồng ... một nhóm tận tâm gồm vài trăm tình nguyện viên", cho nên dự án cũng "giống như một tổ chức truyền thống". Năm 2008, một bài báo trên tạp chí Slate báo cáo rằng: "Theo các nhà nghiên cứu ở Palo Alto, một phần trăm người dùng Wikipedia chịu trách nhiệm cho khoảng một nửa số sửa đổi của trang web này." Sau này Aaron Swartz bàn cãi về các phương pháp đánh giá này, lưu ý rằng phần lớn nội dung (đo bằng số ký tự) của một số bài viết mà anh lấy mẫu đến từ những người có số lượng đóng góp thấp.

## Độ lớn
Các nghiên cứu về độ lớn của cộng đồng Wikipedia cho thấy vào các năm đầu, số lượng thành viên tăng trưởng theo cấp số nhân. Năm 2008, nhà văn kiêm giảng viên đại học Clay Shirky cùng nhà khoa học máy tính Martin Wattenberg ước lượng rằng tổng số thời gian cộng đồng đã bỏ ra để viết nên Wikipedia là 100 triệu tiếng đồng hồ. Vào tháng 11 năm 2011, ước tính Wikipedia có khoảng 31,7 triệu thành viên đã đăng ký trên toàn bộ các phiên bản ngôn ngữ, trong đó có 270.000 thành viên "đang hoạt động" (có một sửa đổi mỗi tháng).
Tính đến tháng 1 năm 2021, Wikipedia tiếng Anh (phiên bản lớn nhất) có 136.875 thành viên đang hoạt động. Một nửa trong số đó dành ra ít nhất một tiếng mỗi ngày trên Wikipedia, và 1/5 dành ra hơn 3 tiếng mỗi ngày. Tính đến tháng 3 năm 2025, Wikipedia tiếng Việt có 1.306 thành viên đang hoạt động.

## Nghiên cứu
Một nghiên cứu năm 2007 của các nhà nghiên cứu Đại học Dartmouth cho thấy "những người đóng góp ẩn danh và không thường xuyên cho Wikipedia [...] cũng là một nguồn kiến thức đáng tin cậy như những người có đăng ký". Năm 2009, Jimmy Wales tuyên bố rằng "hóa ra hơn 50% tổng số chỉnh sửa là do 0,7% người dùng đóng góp...[tức] 524 người... Và trên thực tế, 2% tích cực nhất, tức là 1.400 người, đã thực hiện 73,4% tổng số sửa đổi." Tuy nhiên, vào năm 2009, biên tập viên kiêm nhà báo Henry Blodget của Business Insider đã chỉ ra rằng trong một mẫu bài viết ngẫu nhiên, hầu hết nội dung trên Wikipedia (đo bằng lượng văn bản đóng góp còn tồn tại cho đến lần chỉnh sửa mẫu mới nhất) được tạo bởi "người ngoài cuộc", còn hầu hết việc biên tập và định dạng được thực hiện bởi "người trong cuộc".
Một nghiên cứu năm 2008 cho thấy rằng các biên tập viên Wikipedia khó tính, ít cởi mở và không có tâm tính tốt hơn những người khác, nhưng sau đó một bài bình luận đã chỉ ra sai sót nghiêm trọng của nghiên cứu này – thật ra dữ liệu cho thấy độ cởi mở cao hơn và sự khác biệt giữa nhóm đối chứng, và kích cỡ mẫu thì nhỏ. Theo một nghiên cứu năm 2009, có "bằng chứng rằng cộng đồng Wikipedia có một sự phản kháng ngày càng tăng với các nội dung mới".
Một cuộc khảo sát tự chọn của Quỹ Wikimedia vào năm 2008 chỉ ra rằng các biên tập viên của Wikipedia có độ tuổi trung bình là giữa 20, 62% biên tập viên đều đã học xong phổ thông hoặc học xong đại học. Cũng có dữ liệu chỉ ra rằng người châu Phi có rất ít đại diện trong hàng ngũ biên tập viên của Wikipedia.

## Giới tính

Nhân khẩu học của thành viên Wikipedia (2008).

Quỹ Wikimedia cho biết kết quả khảo sát cộng đồng tình nguyện viên vào tháng 11 năm 2008 lẫn năm 2010 là nữ giới chỉ chiếm gần 13% số người tham gia khảo sát. Cựu giám đốc điều hành Quỹ Sue Gardner bày tỏ nguyện vọng mong muốn nhìn thấy các đóng góp do nữ thực hiện sẽ tăng lên thành 25% vào năm 2015. Sang năm 2011, các nhà nghiên cứu của Đại học Minnesota cho thấy rằng nữ giới chiếm 16.1% tổng số 38.497 biên tập viên bắt đầu viết bài cho Wikipedia vào năm 2009.
Do đó, các trường đại học trên khắp Hoa Kỳ đã cố gắng khuyến khích nữ giới trở thành cộng tác viên của Wikipedia. Nhiều trường, trong đó có Yale và Brown, cấp tín chỉ đại học cho những sinh viên viết bài về nữ giới làm việc trong mảng khoa học hoặc công nghệ. Trong một phỏng vấn với BBC vào tháng 8 năm 2014, đồng sáng lập Wikipedia Jimmy Wales nói rằng Quỹ Wikimedia đang "nỗ lực gấp đôi" để đạt mức 25% biên tập viên nữ, vì trước đó mục tiêu này đã "thất bại hoàn toàn"; cũng như "cần phải làm rất nhiều thứ... cần phải tiếp cận nhiều... cần nhiều thay đổi về phần mềm." Viết trên tờ The New York Times, giáo sư và nhà khoa học Andrew Lih nghĩ rằng số lượng nam giới đóng góp hơn số lượng nữ giới nhiều như vậy vì việc tự khai là nữ có thể khiến người đó chịu các hành vi "quấy rối hoặc đe dọa".

## Họp mặt
Wikimania là một hội nghị quốc tế thường niên do Quỹ Wikimedia tổ chức dành cho các thành viên của các dự án wiki. Hội nghị được tổ chức tại các nơi khác nhau trên khắp thế giới. Xuyên suốt hội nghị là các buổi training, đàm thoại, thuyết trình, workshop cũng như thảo luận về các vấn đề xoay quanh những dự án này. Wikimania năm 2019 tổ chức tại Stockholm đã thu hút hơn 800 thành viên từ nhiều quốc gia.
Great American Wiknic là một buổi họp mặt thường niên diễn ra vào mùa hè tại các thành phố lớn của Mỹ, thường là ngay trước ngày Quốc khánh Mỹ. Tại các buổi Wiknic này, các thành viên Wikipedia có thể chuẩn bị đồ ăn, mang đến để cùng thưởng thức và giao lưu với nhau.

## Đón nhận

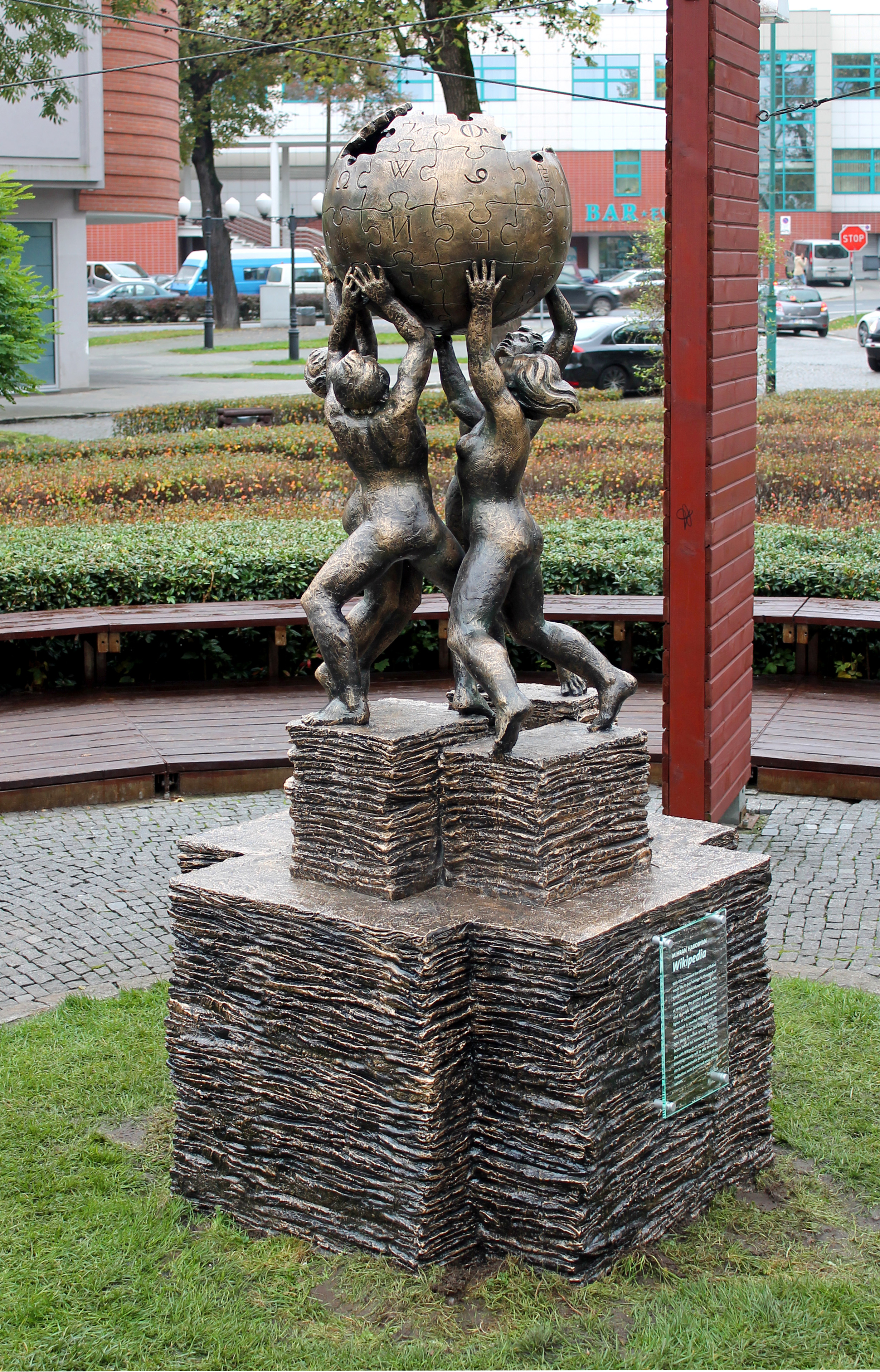
Tượng đài Wikipedia ở Słubice, Ba Lan.

### Công nhận
Vào năm 2014, một đài tưởng niệm do Mihran Hakobyan thiết kế đã được dựng lên tại thị trấn Słubice, Ba Lan để tôn vinh cộng đồng Wikipedia.
Cộng đồng Wikipedia đã được trao một giải Erasmus (2015) vì đã "[thúc đẩy] công tác phổ biến kiến thức bằng một bách khoa toàn thư dễ hiểu và dễ tiếp cận" cũng như ghi nhận cộng đồng Wikipedia là "một dự án có sự tham gia của hàng chục nghìn tình nguyện viên trên khắp thế giới".

### Phê bình
Cộng đồng Wikipedia đã bị phê bình về việc ít biên tập viên nữ tham gia, vai trò của đồng sáng lập viên Jimmy Wales. Có ý kiến chỉ trích rằng vòng tròn bên trong của cộng đồng Wikipedia là một giáo phái — những thành viên này có quan điểm giống nhau và phản bác ý kiến của người ngoài.
Đồng sáng lập viên Larry Sanger đã chỉ trích rằng cộng đồng này thiếu hiệu quả và lạm dụng, "không thi hành bộ quy định một cách hiệu quả và nhất quán", nên "quản trị viên cùng các thành viên có suy nghĩ giống nhau đều có thể hành xử một cách lạm dụng kèm hình phạt, kết quả là một vòng tuần hoàn lạm dụng không hồi kết." Nhà báo Oliver Kamm của The Times nghi ngại về mức độ tin cậy của Wikipedia vì "Cái Wikipedia tìm kiếm không phải là sự thật mà là đồng thuận, và cũng như một cuộc họp chính trị dông dài, kết quả chung cuộc sẽ bị lấn át bởi những tiếng nói ồn ào và dai dẳng nhất."